# معاون اجرایی رئیس‌جمهور ایران
معاون اجرایی رئیس‌جمهور یکی از اعضای هیئت دولت است و مانند دیگر معاونان رئیس‌جمهور از سوی وی انتخاب شده و احتیاج به رأی اعتماد مجلس ندارد. معاون اجرایی رئیس‌جمهور، مسئول پیگیری مصوبات دولت و سازماندهی سفرهای استانی رئیس‌جمهور و همچنین نماینده یا جانشین رئیس‌جمهور در برخی از شوراها می‌باشد.
تا قبل از سال ۱۳۶۴، در تشکیلات نخست‌وزیری منصبی بنام «وزیر مشاور در امور اجرایی» وجود داشت که در این سال به «معاون اجرایی نخست‌وزیر» تبدیل شد. سپس با حذف نخست‌وزیری در سال ۱۳۶۸، به «معاون رئیس‌جمهور در امور اجرایی» تبدیل شد. این معاونت در دولت‌های هشتم و دوازدهم حذف شد.
در دولت هفتم (۱۳۸۰–۱۳۷۶)، دولت نهم (۱۳۸۸–۱۳۸۴)، نیمه دوم دولت دهم (۱۳۹۲–۱۳۹۰)، دولت سیزدهم (۱۴۰۳–۱۴۰۰) و دولت چهاردهم (از ۱۴۰۳ تاکنون)، معاون اجرایی رئیس‌جمهور، سرپرست نهاد ریاست‌جمهوری نیز بوده‌است.

## فهرست
| ر.                          | نام                         | نام                             | نگاره                       | آغاز تصدی                   | پایان تصدی                  | دولت                        | رئیس‌جمهور                   | م.                          |
| معاون امور اجرایی رئیس‌جمهور | معاون امور اجرایی رئیس‌جمهور | معاون امور اجرایی رئیس‌جمهور     | معاون امور اجرایی رئیس‌جمهور | معاون امور اجرایی رئیس‌جمهور | معاون امور اجرایی رئیس‌جمهور | معاون امور اجرایی رئیس‌جمهور | معاون امور اجرایی رئیس‌جمهور | معاون امور اجرایی رئیس‌جمهور |
| --------------------------- | --------------------------- | ------------------------------- | --------------------------- | --------------------------- | --------------------------- | --------------------------- | --------------------------- | --------------------------- |
| ۱                           |                             | حمید میرزاده (زادهٔ ۱۳۲۹)        |                             | ۳۱ مرداد ۱۳۶۸               | ۲۳ مرداد ۱۳۷۴               | پنجم                        | هاشمی                       |                             |
| ۱                           | ششم                         | حمید میرزاده (زادهٔ ۱۳۲۹)        |                             | ۳۱ مرداد ۱۳۶۸               | ۲۳ مرداد ۱۳۷۴               |                             | هاشمی                       |                             |
| ۲                           |                             | محمد هاشمی رفسنجانی (زادهٔ ۱۳۲۱) |                             | ۲۳ مرداد ۱۳۷۴               | ۴ شهریور ۱۳۸۰               | [ ۵ ]                       | هاشمی                       |                             |
| ۲                           |                             | محمد هاشمی رفسنجانی (زادهٔ ۱۳۲۱) | هفتم                        | ۲۳ مرداد ۱۳۷۴               | ۴ شهریور ۱۳۸۰               | خاتمی                       | [ ۶ ]                       |                             |
| انحلال معاونت               | انحلال معاونت               | انحلال معاونت                   | انحلال معاونت               | انحلال معاونت               | انحلال معاونت               | خاتمی                       | هشتم                        |                             |
| ۳                           |                             | علی سعیدلو (زادهٔ ۱۳۳۱)          |                             | ۱۹ شهریور ۱۳۸۴              | ۳ شهریور ۱۳۸۸               | نهم                         | احمدی‌نژاد                   | [ ۷ ]                       |
| بدون متصدی                  | بدون متصدی                  | بدون متصدی                      | بدون متصدی                  | بدون متصدی                  | بدون متصدی                  | دهم                         | احمدی‌نژاد                   |                             |
| ۴                           |                             | حمید بقایی (زادهٔ ۱۳۴۸)          |                             | ۲۰ فروردین ۱۳۹۰             | ۱۲ مرداد ۱۳۹۲               | دهم                         | احمدی‌نژاد                   | [ ۸ ]                       |
| معاون اجرایی رئیس‌جمهور      |                             |                                 |                             |                             |                             |                             |                             |                             |
| ۵                           |                             | محمد شریعتمداری (زادهٔ ۱۳۳۹)     |                             | ۱۶ مهر ۱۳۹۲                 | ۲۵ اسفند ۱۳۹۵               | یازدهم                      | روحانی                      | [ ۹ ]                       |
| بدون متصدی                  |                             |                                 |                             |                             |                             | یازدهم                      | روحانی                      |                             |
| (۵)                         |                             | محمد شریعتمداری (زادهٔ ۱۳۳۹)     |                             | ۱۳۹۶                        | ۲۹ مرداد ۱۳۹۶               | یازدهم                      | روحانی                      | [ ۱۰ ]                      |
| انحلال معاونت               | انحلال معاونت               | انحلال معاونت                   | انحلال معاونت               | انحلال معاونت               | انحلال معاونت               | دوازدهم                     | روحانی                      |                             |
| ۶                           |                             | سید صولت مرتضوی (زادهٔ ۱۳۴۰)     |                             | ۱۴ شهریور ۱۴۰۰              | ۲۷ مهر ۱۴۰۱                 | سیزدهم                      | رئیسی مخبر                  | [ ۱۱ ]                      |
| بدون متصدی                  |                             |                                 |                             |                             |                             | سیزدهم                      | رئیسی مخبر                  |                             |
| ۷                           |                             | محسن منصوری (زادهٔ ۱۳۶۳)         |                             | ۱۰ آبان ۱۴۰۱                | ۱۱ مرداد ۱۴۰۳               | سیزدهم                      | رئیسی مخبر                  | [ ۱۲ ]                      |
| ۸                           |                             | محمدجعفر قائم‌پناه (زادهٔ ۱۳۳۸)   |                             | ۱۱ مرداد ۱۴۰۳               | متصدی                       | چهاردهم                     | پزشکیان                     | [ ۱۳ ]                      |